# Armand Baeyens
Pour les articles homonymes, voir Baeyens.
Armand Baeyens (né le 22 juin 1928 à Iddergem et mort le 1er juillet 2013 aussi à Iddergem) est un coureur cycliste belge. Professionnel de 1949 à 1957, il a notamment remporté une étape du Tour de France 1951.

## Palmarès
- 1948
  - 4e et 7e étapes du Tour de Belgique indépendants
  - 2e du Tour de Belgique amateurs
  - 2e du Tour du Limbourg amateurs
  - 3e du Tour de Belgique indépendants

- 1949
  - 8e étape du Tour de Catalogne
  - 8e du Critérium du Dauphiné libéré

- 1950
  - 1re étape du Critérium du Dauphiné libéré
  - 8e du Critérium du Dauphiné libéré

- 1951
  - 19e étape du Tour de France

- 1953
  - 6e du Critérium du Dauphiné libéré

## Résultats sur les grands tours

### Tour de France
2 participations
- 1950 : 23e
- 1951 : 40e, vainqueur de la 19e étape